# The Disney Afternoon Collection
The Disney Afternoon Collection est une compilation de jeux vidéo développée par Digital Eclipse, éditée par Capcom et sortie le 18 avril 2017 sur Microsoft Windows, PlayStation 4 et Xbox One. Elle contient six jeux vidéo initialement sortis entre 1989 et 1994 sur NES et basés sur les dessins animés du bloc de programmes The Disney Afternoon : Disney's DuckTales (1989), Disney's DuckTales 2 (1993), Disney's TaleSpin (1991), Disney's Darkwing Duck (1992), Disney's Chip'n Dale: Rescue Rangers (1990) et Disney's Chip'n Dale: Rescue Rangers 2 (1994).

## Système de jeu
Les six jeux repris sur la compilation, Disney's DuckTales (1989), Disney's DuckTales 2 (1993), Disney's TaleSpin (1991), Disney's Darkwing Duck (1992), Disney's Chip'n Dale: Rescue Rangers (1990) et Disney's Chip'n Dale: Rescue Rangers 2 (1994)  sont principalement des jeux de plates-formes à défilement horizontal. Ils conservent leur styles et systèmes de jeu d'origine, mais la compilation inclut la possibilité de rembobiner le jeu pour corriger des erreurs, ainsi que deux nouveaux modes de jeu, Chrono et Boss en folie, dans lesquels les scores des joueurs apparaissent dans des classements en ligne. Elle propose également un mode Musée comprenant des musiques, des visuels conceptuels et des artworks créés pour les jeux d'origine.

## Développement
Les portages ont été réalisés par Digital Eclipse. Selon John Faciane, producteur associé de la collection, l'idée de compiler les divers jeux Capcom développé en collaboration avec le bloc de programmes The Disney Afternoon était déjà en place lorsqu'il a rejoint Capcom en juillet 2016. Il précise qu'il y avait un intérêt croissant des fans pour ces jeux depuis la sortie de Mega Man: Legacy Collection en août 2015, et qu'à son arrivée, l'entreprise en était déjà à l'étape de la sélection des jeux à inclure dans la collection.

## Accueil
The Disney Afternoon Collection a reçu des critiques essentiellement positives à sa sortie, obtenant sur Metacritic des scores moyens de 78, 76 et 75 sur 100 pour les versions Windows, PlayStation 4 et Xbox One respectivement.
Beaucoup de critiques ont souligné que l'attrait de ces jeux était potentiellement limité aux joueurs familiers des jeux de l'ère des consoles 8 bits. Dans sa critique pour GameSpot, Jason D'Aprile a qualifié la collection de « capsule temporelle raffinée qui couvre un chapitre très spécifique de l'histoire du jeu vidéo », et souligne que son attrait vient de la compilation en entier plutôt que de chaque jeu spécifiquement. Samuel Claiborn d'IGN a lui qualifié la compilation de « collection destinée aux fans de [jeux de] plates-formes à l'ancienne qui fait peu d’efforts pour les actualiser [et les faire correspondre] aux conventions modernes » et avance que la qualité de chaque jeu varie, résumant les six titres en « trois succès et trois ratés ». Le site fait également l'éloge des fonctionnalités supplémentaires du titre et de sa galerie d'images. Ray Carsillo d'Electronic Gaming Monthly a qualifié le titre de « pure nostalgie », mais qui pourrait être recommandé aux nouveaux fans de Disney « tant qu'ils peuvent apprécier le look "vintage" 8 bits ». Cependant, le site remarque que la fonctionnalité de rembobinage de jeu peut parfois provoquer des plantages ou des ralentissements du jeu.